# Alonso Fernández de Lugo
Javier Alonso Fernández de Lugo (Sanlúcar de Barrameda, ... – San Cristóbal de La Laguna, 20 maggio 1525) è stato un militare, conquistador, fondatore di città ed amministratore spagnolo.
Conquistò le isole di La Palma (1492-1493) e Tenerife (1494-1496) per conto della corona di Castiglia; furono le ultime delle isole Canarie ad essere conquistate dagli europei. Fu anche il fondatore delle città di San Cristóbal de La Laguna, Santa Cruz de Tenerife e di Santa Cruz de la Palma. Un biografo scrisse che la sua personalità era «una terribile mistura di crudeltà ed ambizione o avarizia, da una parte, e dall'altra una grande capacità e buonsenso nell'imporre ordini e nel governo delle terre conquistate», caratteristica dei conquistadores del Nuovo Mondo.

## Biografia

### Gioventù
Fernández de Lugo nacque a Sanlúcar de Barrameda, in Spagna, durante il regno di Ferdinando ed Isabella, nonostante la propria famiglia fosse originaria della Galizia. I suoi parenti, come indica il soprannome, provenivano da Lugo e da altri luoghi galiziani.
Non si conosce molto della sua gioventù. Si arruolò nella marina conquistandosi il grado di Adelantado e Capitano Generale delle coste africane. Nel 1478 partecipò alla conquista della Gran Canaria sotto il comando di Juan Rejón. In seguito combatté a fianco di Pedro de Vera, successore di Rejón quale governatore della Gran Canaria, che gli conferì il comando del castello di Agaete sull'isola di Gran Canaria.

### Conquista di La Palma

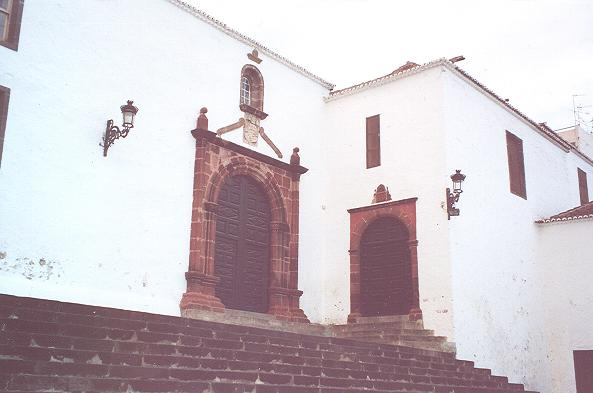
Chiesa di Santo Domingo, Santa Cruz de la Palma. Costruita sulle fondamenta dell'eremo di San Miguel (San Michele) fondato da Fernández de Lugo il 14 maggio 1506. San Michele è il patrono delle Fiandre, da cui provenivano molti dei coloni di La Palma

Tornà in Spagna per sollecitare un aiuto finanziario da parte della Corona al fine di conquistare Tenerife e La Palma. Venne nominato governatore di La Palma e gli venne concesso un finanziamento di 700 000 maravedí a patto che avrebbe conquistato l'isola in meno di un anno.
La conquista di La Palma iniziò il 29 settembre 1492, quando Fernández de Lugo approdò sulle spiagge di Tazacorte. Incontrò la feroce resistenza di alcuni capi Guanci.  In ogni caso i mencey, o capi Guanci, di La Palma si arresero nell'aprile del 1493, con l'eccezione di Tanausu, che comandava l'area nota come Acero (Caldera de Taburiente).
A Tanausu venne tesa un'imboscata e venne catturato nel maggio del 1493 dopo che Fernández de Lugo aveva contrattato una tregua con Juan de Palma, un Gauci convertito al Cristianesimo parente di Tanausu.  La conquista di La Palma fu completata il 3 maggio 1493. Lasciò l'amministrazione di La Palma nelle mani del nipote Juan, iniziando a pianificare la conquista di Tenerife.

### Conquista di Tenerife
Durante la conquista di Tenerife subì una dura sconfitta nella prima battaglia di Acentejo (31 maggio 1494). In questa battaglia Fernández de Lugo, nonostante fosse ferito, riuscì a fuggire solo scambiando il cappello rosso di Adelantado con quello di un normale soldato. Un altro dettaglio della battaglia riportato dalla storia fu che una pietra, lanciata da un Gauci verso Fernández de Lugo, gli costò buona parte dei suoi denti.
Nell'ottobre 1495 raccolse un secondo esercito, più grande del primo, grazie all'aiuto del Duca di Medina Sidonia e di altri nobili. Umiliato e prudente dopo la precedente sconfitta, disastrosa per gli spagnoli, Fernández de Lugo avanzò lentamente nell'isola, costruendo fortificazioni. La spedizione, che Lugo aveva finanziato vendendo tutte le sue proprietà, approdò ad Añazo, dove costruì due torri sul luogo in cui era sorto il forte durante la prima sconfitta. Disponeva di truppe più esperte, tra cui 1000 fanti veterani della conquista di Granada, prestatigli dal Duca di Medina Sidonia. Fernández de Lugo disponeva anche del supporto di Ferdinando ed Isabella, che gli avevano concesso altri dieci mesi per completare la conquista delle Canarie. Durante questa riconquista catturò anche numerosi schiavi. Grazie ad un piano più dettagliato del precedente ottenne una vittoria sui Guanci di Tenerife nella battaglia di Aguere e nella seconda battaglia di Acentejo (25 dicembre 1495).

### Dopo la conquista

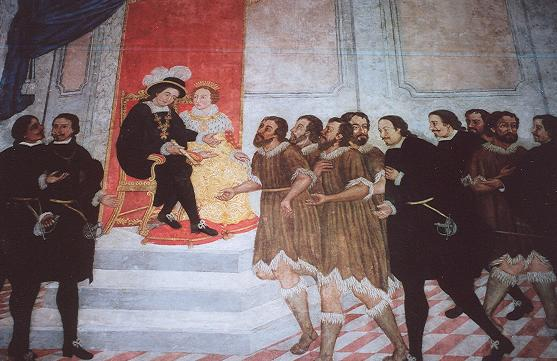
Fernández de Lugo presenta i re nativi catturati di Tenerife a Ferdinando ed Isabella

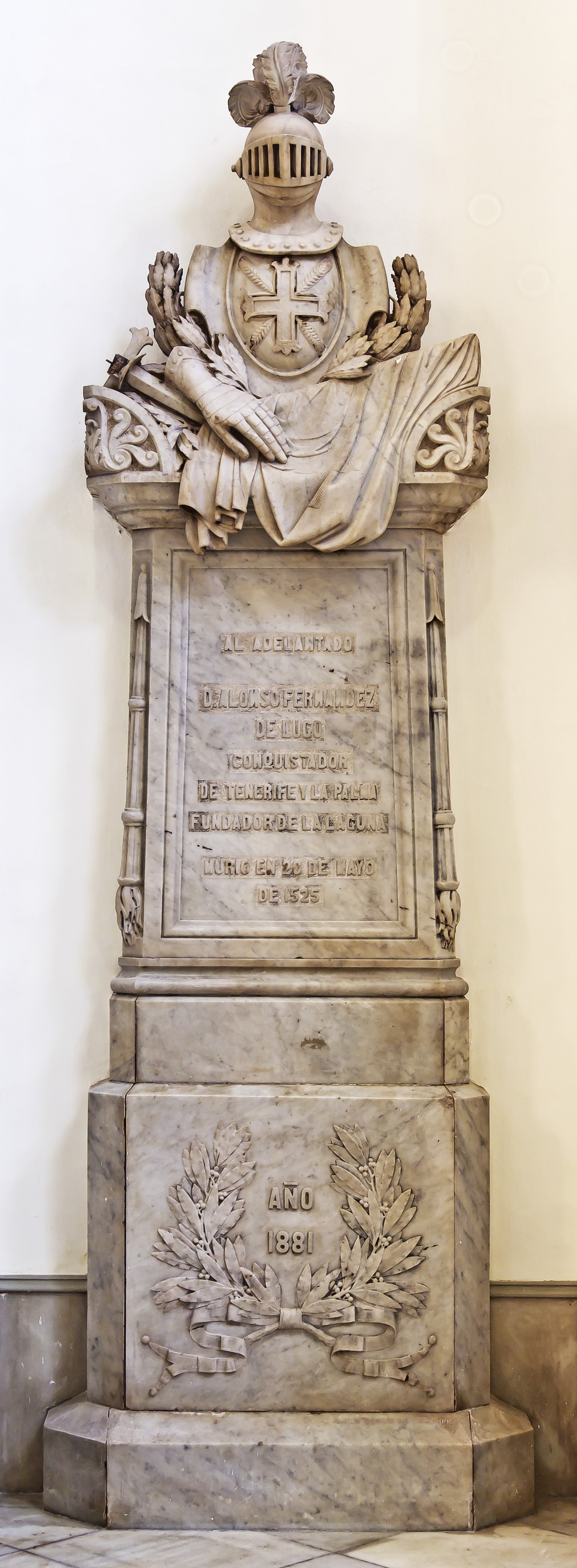
Stele commemorativa nella Cattedrale di La Laguna a Tenerife, dove riposano le spoglie di Fernández de Lugo.

Fu nominato governatore e giudice di Tenerife e La Palma e Capitano Generale della costa africana. Venne nominato anche Adelantado il 12 gennaio 1503, titolo riconfermato da Carlo V, a Barcellona, il 17 agosto 1519. Il suo titolo a differenza di altri simili, fu considerato ereditario, ed infatti il successore fu Felix Alberto Lugo III. A Fernández de Lugo vennero conferiti ampi poteri sulle isole, dal momento che era finanziariamente responsabile della loro conquista. Su La Palma deteneva il diritto di assegnare acqua e terra. Nonostante preferisse vivere a Tenerife, Fernández de Lugo mantenne per sé la ricca zona di Los Sauces a La Palma, a nord della capitale.
Il suo regno di adelantado fu caratterizzato da un estremo dispotismo e da regole severe, trattando i Guanci sconfitti quali bottino di guerra. Dal punto di vista legale i Guanci erano considerati allo stesso livello dei Mori, ovvero dei nemici del Cristianesimo, e molti di loro vennero venduti come schiavi. Il modo in cui trattava i nativi erano talmente duri da costringere Ferdinando ed Isabella ad intervenire, chiedendo che il governatore di Gran Canaria, Sánchez de Valenzuela, liberasse alcuni dei Guanci schiavizzati dal collega di Tenerife.
Su entrambe le isole esercitò una giurisdizione civile e penale ed il diritto di nominare e dimissionare i giudici, e deteneva anche il controllo su chi arrivava o partiva dalle isole. Fernández de Lugo introdusse anche misure per limitare la vendita di terreni e creare una base permanente per i coloni.
Controllò l'immigrazione estensiva proveniente dall'Europa a Tenerife e La Palma durante un breve periodo tra il 1490 ed il 1520, compresi i castigliani, portoghesi, italiani, catalani e fiamminghi. In successive cause giudiziarie Fernández de Lugo venne accusato di favorire genovesi e portoghesi invece dei castigliani.
A Tenerife fondò la città di San Cristóbal de La Laguna. La Plaza del Adelantado e Calle Adelantado prendono il nome da lui. Secondo una leggenda locale, dopo la morte avvenuta in città di uno dei figli, Fernández de Lugo ordinò che la strada di La Carrera fosse deformata, in modo da non vedere da casa propria il luogo della morte del figlio.
A La Palma fondò la città di Santa Cruz de La Palma (in origine chiamata Villa del Apurión) il 3 maggio 1493.
Il 21 luglio 1509 trasferì titoli e diritti sulla costa africana, acquisiti nel 1499, al figlio, Pedro Fernández de Lugo, che in seguito partecipò alle spedizioni nel Nuovo Mondo.
Alonso Fernández de Lugo venne raffigurato nel 1961 su un francobollo in onore del Sahara spagnolo.